# B. Monkey - Una donna da salvare
B. Monkey - Una donna da salvare (B. Monkey) è un film del 1998, diretto da Michael Radford.

## Trama
Londra, oggi. Alan di giorno è maestro elementare, di notte fa il DJ in un ospedale. Beatrice, arrivata dall'Italia e soprannominata B. Monkey, rapina una gioielleria insieme ad altri amici. Beatrice vede Alan in un bar, lo avvicina e passano la notte insieme ma lui ha qualche difficoltà nel rapporto amoroso. Trascorrono allora alcuni giorni a Parigi, e lì tutto procede normalmente. Quando tornano, Frank (il boss per cui Beatrice lavora e al quale ha detto no per ulteriori rapine), ha fatto mettere sottosopra la casa di Paul, l'amico dove vive la ragazza. Anche Alan si espone al punto di venire licenziato dalla scuola. L'intervento violento di Beatrice e Bruno (altro suo amico), permette la riassunzione. In cambio di questo aiuto, Beatrice si impegna però a partecipare ad un ultimo colpo. Le cose vanno male, Beatrice spara ad un uomo di Frank che giura vendetta. Beatrice si rifugia da Alan, che è stato trasferito fuori città. Qui arrivano Paul, Bruno, Frank. Bruno, caratterialmente il più instabile, non sopporta la situazione creatasi. Innamorato di Beatrice, spara prima a Paul, poi a Frank, quindi si allontana. Alan e Beatrice ora sono soli. Il film si chiude con lei che dice: "Chi avrebbe pensato di trovare la felicità per niente?".